# Oleg Tchernov
 (novembre 2015).
Oleg Ivanovitch Tchernov (en russe : Олег Иванович Чернов), né le 14 mars 1962 dans la région de Krasnoïarsk, est un artiste russe.

## Biographie
Tchernov est diplômé d'un BTS Construction en 1987 à Stavropol en Caucase du Nord et de l'École des Beaux Arts de Stavropol en 1991. Il travaille par la suite dans la région de Caucase du Nord comme peintre-décorateur, accessoiriste au Théâtre des Marionnettes, graphiste dans les ateliers de la Fondation des arts de Russie et professeur de peinture. En même temps, il participe régulièrement aux expositions régionales de l'Union des Artistes de la Russie.
Depuis 2002, sa résidence principale est Saint-Pétersbourg Depuis 2003, il est membre de l'Union Créative des Artistes de Saint-Pétersbourg (IFA). De 2005 à 2010, Tchernov enseigne la peinture à l'École d'Art privée d'Hélène Kozina à Tosno (Saint-Pétersbourg) et participe aux projets créatifs de la galerie « Parazit ».
Il est engagé activement à la vie artistique de la Russie en tant qu'un peintre expressionniste. 

## Prix
- 2020 : Bénéficiare du soutien du Fonds Présidentiel de la Russie, galerie «Borey», Saint-Pétersbourg, Russie
- 2014 : Médaille d'or de l'Union Créative des Artistes de Saint-Pétersbourg (IFA) pour l’exposition « Les gens anges »
- 2013 : Médaille de bronze de l'Union Créative des Artistes de la Russie pour sa contribution aux Beaux-Arts nationaux
- 2012 : Médaille d'or de l'Union Créative des Artistes de Saint-Pétersbourg (IFA) pour la meilleure œuvre de l'année dans la nomination « Peinture »
- 2006 : Diplôme de la Troisième Biennale Internationale des Arts Graphiques à Saint-Pétersbourg

## Collections
- Musée Régional d'Art de Mourmansk,Russie
- Musée-réserve Lermontov, Piatigorsk, Russie
- Musée d'Art Contemporain «Erarta», Saint-Pétersbourg, Russie
- Musée Régional d'Art de Sakhaline, Russie
- Musée Régional d'Art de Toula, Russie
- Collection exclusive de la Galerie BellEd (des Pays-Bas)
- Collections privées en Allemagne, au Canada, aux Pays-Bas, en Russie, aux États-Unis, en Ukraine, en France, en Suisse et au Japon

## À propos de sa création
- « Chaque tableau a son origine - le point, qui devient une ligne, en remplissant tout l’espace comblé progressivement par le sens. Dans la peinture, j'ai l'habitude de suivre cette règle: je ne prépare jamais le carton qui correspondra pour l’image précise, je dessine et je peins directement sans me soucier du résultat final, composant mon sujet propre, en observant à la fois le processus de mon travail et en dirigeant son cours dans la bonne direction. C'est ma pensée qui trouve son achèvement dans le mouvement du pinceau sur la surface du papier ou de la toile et, c’est pourquoi parfois il est difficile d'imaginer ce qui est primaire et ce qui est secondaire : le point, la ligne ou bien la pensée elle-même qui est apparue spontanément » - Oleg Tchernov[1]
- « La nervosité de notre temps, les inventions incessibles de nouveaux styles et expressions, l'over-dose de l'information et autres phénomènes qui compliquent plutôt la vie – tout cela a l'influence évidente sur ce qu'on appelle aujourd'hui «l'art contemporain». Oleg Tchernov reste dans son art, malgré toute son mouvement plastique, un peintre traditionaliste. Sa santé artistique ne se définit pas par la passion pour l'art figuratif ou bien par l'utilisation des matériaux habituels dans le travail. La qualité déterminée de sa peinture c'est l'amour pour l'essence de cette peinture. Il aspire réellement vers : «apprendre sentir l'âme de la couleur... tout simplement étudier d'abord une couleur, la tienne. Puis la seconde, troisième... et que après découvrir leur harmonie d'ensemble». Cette passion évoquant la philosophie de Van Gogh provoque l'admiration et fait espérer l'avenir. » - William Meyland, critique d'art[2]
- « L’œuvre d’Oleg c’est tout d’abord – sa peinture. La surface de la toile est couverte de traits, de multiples coups de pinceau, de lignes vivantes qui expriment largement le rythme intérieur, l’état d’âme de l’artiste. Cet état d’âme est complexe... Ses œuvres remplies de la tension dramatique portent en elles le sentiment de modernité et de généralisation de l’expérience spirituelle. Ces aspects sont courants dans le milieu des véritables peintres, mais Oleg montre ici son originalité par rapport au motif et la transmission de cette attitude. » - Nikolaï Blagodatov, critique d'art[3]
- « Le style d’Oleg est facilement reconnaissable. Sa peinture est grasse, appétissante, épicée, même quand il essaie d’exprimer quelque chose de gris et frais. Sous son pinceau la réalité se revêtit des traits du monde flambé des énergies qui se trouve de l’autre côté du miroir... La sensation concrète «d’ici et maintenant» est toujours présente dans les toiles d’Oleg Tchernov. Par ailleurs, les sujets de ses tableaux nous envoient souvent vers les couches extratemporelles de l’histoire et de la culture, témoignent sa connaissance profonde de l’histoire de l’art mondial. Tchernov c’est un peintre honnête, laborieux, fidèle à sa formation classique et exerçant les techniques des maîtres anciens, sans prêter attention aux tentations suspectes et faciles qui propose souvent l’art contemporain. » - Irina Doudina, écrivain, artiste[4]
- « C'est une peinture remarquablement courageuse, libre, mais en même temps consciencieusement optimiste. C'est de la capacité d'accepter la vie en toutes ses manifestations contradictoires, parallèles,diverses. Mais le plus important c'est de comprendre que c'est une peinture vraie, exacte, imprégnée de sentiment et de compréhension de la couleur et de sa relation avec l'expression plastique et de la ligne. J'aime aussi ton travail à cause de sa proximité avec de la philosophie picturale de Saryan et de Paolo Kouznetsov. » - (extrait d'une lettre) Vladimir Kholkin, écrivain
- « Voici mon opinion modeste – les travaux d’Oleg ne peuvent pas laisser indifférents ceux qui apprécient la narration moderniste et aussi ceux qui sont prêts à partager la position de refus de plagiat dans l’art.Pour ceux qui comprennent la forme comme la base essentielle de l’œuvre et la considère comme égale au contenu. Pour ceux qui apprécient également l’autonomie du peintre et de la création par rapport aux contextes sociaux, politiques, religieux et autres. Oleg, l’expressionniste conséquent, le disciple fidèle de la tradition picturale de l’artiste Gorbagne est l’un des leurs. Il fait partie d’un mythe sur les génies incompris et les chefs-d’œuvre inconnus. » - Anatoli Alekseev-Apraksine, docteur en culturologie[5]

## Expositions

### Expositions personnelles
- 2020 : Mon Lermontov, galerie « Borey », Saint-Pétersbourg, Russie
- 2016 : Au-dessus des toits – des nuages, Maison musée de Marina Tsvetaieva, Moscou, Russie
- 2014 : Les gens anges, les salles d'expositions de L’Union Créative des Artistes (IFA), Saint-Pétersbourg, Russie
- 2014 : Les passions de peinture, galerie «Expo-88», Moscou, Russie
- 2013 : Made in Derevnia, La Maison Centrale de l'Artiste, Moscou, Russie
- 2013 : Mon Tahiti, les salles d'expositions de l’IFA, Saint-Pétersbourg, Russie
- 2012 : Faust, galerie « Dvoïka », Saint-Pétersbourg, Russie
- 2012 : Papier, huile, galerie « Borey », Saint-Pétersbourg, Russie
- 2011 : Scène burlesque, galerie « Serre », Centre d'Art de Pouchkinskaïa 10, Saint-Pétersbourg, Russie
- 2010 : Un autre Pétersbourg, club « Mod Club », Saint-Pétersbourg, Russie
- 2010 : Le style de Papi, galerie « Borey », Saint-Pétersbourg, Russie
- 2009 : La date et l'heure, galerie « Borey », Saint-Pétersbourg, Russie
- 2005 : Exposition à la galerie « La Pereserveranza », Gand, Belgique
- 2004 : Sentiments du Sud, galerie « Borey », Saint-Pétersbourg, Russie
- 2004 : Exposition à la galerie « OD’Art Gallery », Delft, Pays-Bas
- 2003 : Exposition à la galerie « Koffie Verkeert », Rotterdam, Pays-Bas
- 2003 : A la ville, à la rivière, à l'homme, les salles d’expositions de L’Union des Artistes, Saint-Pétersbourg, Russie
- 2003 : Expressionnisme, galerie de Mikhaïlov, Saint-Pétersbourg, Russie
- 2002 : Exposition à la galerie « La Pereseveranza », Gand, Belgique
- 2002 : Peinture du sous-sol, galerie « Borey », Saint-Pétersbourg, Russie
- 1996 : Peinture, galerie « Vernissage », Piatigorsk, Russie

### Expositions collectives
- 1990 - 2021 : participant à plus de 75 expositions collectives, dont les principales :
  - 2019-2020 : Caucase c’est comme témenos, exposition itinérante: Zelenokoumsk – Nevinnomyssk - Stavropol – Kislovodsk - Piatigorsk – Iessentouki – Sotchi, Russie
  - 2015 : Corrosion, eco-loft « More Place », Saint-Pétersbourg, Russie
  - 2015 : Le Monde divisé en deux, les salles d'exposition de l’IFA, Saint-Pétersbourg, Russie
  - 2014 : Sport Ar, Musée d'État de la sculpture urbaine, Saint-Pétersbourg, Russie
  - 2013 : Rencontres pétersbourgeoises, Centre d'exposition « Ermitage-Vyborg », Vyborg, Russie
  - 2013 : Rencontres pétersbourgeoises, Musée régional d'art de Mourmansk, Mourmansk, Russie
  - 2012 : Les œuvres de l'année», les salles d'expositions de l’IFA, Saint-Pétersbourg
  - 2011 : Un Cri dans l’art, Filiale du Musée d'État d'Art Oriental au Caucase du Nord, Maïkop, Russie
  - 2010 : Dialogues, Manège, Saint-Pétersbourg, Russie
  - 2007 : L’art actuel de Saint-Pétersbourg», Yuzhno-Sakhalinsk, Russie
  - 2006 : Troisième Biennale Internationale des Arts Graphiques indépendant à Saint-Pétersbourg « Inter Nuits Blanches », Manège, Saint-Pétersbourg
  - 2004 : Exposition à la galerie « OD'Art Gallery », Delft, Pays-Bas
  - 2002 : Art – Manège, Salle Centrale d'exposition du Manège, Moscou, Russie
  - 1998 : Exposition générale des peintres du Sud de la Russie, Krasnodar, Russie
  - 1991 : Exposition de 5, galerie «Vernissage», Piatigorsk, Russie

## Projets divers

### Avec l'artisteAlexandre Korolevet le groupe de musiqueCoaxil
- 2015 : « La Journée de la Création », eco-loft « More Place », Saint-Pétersbourg

### Avec le musicienIgor Vorotnikov
- 2013 : Le son et la couleur, galerie « UltraMarine », Saint-Pétersbourg
- 2012 : Le portrait de la ville, exposition en plein-air organisée à l'honneur de l'Anniversaire de la Ville de Saint-Pétersbourg
- 2010 : Un autre Pétersbourg, exposition mêlant la musique et la peinture, club « Мodclub », Saint-Pétersbourg
- 2010 : La ligne céleste et la ligne terrestre, création spontanée de 10 toiles, cette action était accompagnée par l'improvisation d'un musicien, Manège, Saint-Pétersbourg.